# Provincia de Rizal
Rizal es una provincia de la región de Calabarzon, Filipinas. Según el censo de 2020, tiene una población de 3 340 143 habitantes.
Su capital es Antipolo. 
Su nombre le fue asignado en honor a José Rizal, uno de los principales héroes nacionales de las Filipinas.

## Ciudades y municipios
- Antipolo
- Rodríguez
- Taytay
- Cainta
- Binangonan
- San Mateo
- Tanay
- Angono

- Baras
- Pililla
- Morong
- Teresa

- Cardona

- Jalajala